# بخش کیناور
بخش کیناور (به انگلیسی: Kinnaur district) یک منطقهٔ مسکونی در هند است که در هیماچال پرادش واقع شده‌است. بخش کیناور ۶٬۴۰۱ کیلومتر مربع مساحت و ۸۴٬۱۲۱ نفر جمعیت دارد.